# 哈爾西基
50°16′7″N 32°54′20″E / 50.26861°N 32.90556°E
哈爾西基（烏克蘭語：Харсіки），是烏克蘭中部的村莊，隸屬波爾塔瓦州的盧布尼區。該村距離盧戈維基4公里，海拔高度134米，2001年該村落人口974。